# Jean Tricoire (médecin)
Pour les articles homonymes, voir Jean Tricoire et Tricoire.
Jean Clément Anatole Tricoire (Saint-Martin-des-Noyers, Vendée, 28 janvier 1921 - Châteaubriant, Loire-Atlantique, 17 mars 1994) est un pneumo-phtisiologue, connu pour son engagement dans la préservation du patrimoine culturel breton.

## Biographie
Il est le fils d'Anatole Gustave Jean Marie Tricoire (Chavagnes-en-Paillers, Vendée, 10 septembre 1885 - Saint-Martin-des-Noyers, Vendée, 11 mai 1924) et de Marie Hélène Joséphine Célestine Gilbert (Saint-Martin-des-Noyers, Vendée, 2 février 1893 - 1986). 
Il a fait à Nantes ses études de médecine, se spécialisant dans la pneumo-phtisiologie. Après avoir soutenu une thèse sur Les processus de guérison des cavernes pulmonaires tuberculeuses en 1946, il s’installe à Châteaubriant où il fera toute sa carrière comme médecin pneumo-phtisiologue, devenant dès 1950 membre de la Société française de pathologie respiratoire et en 1960 membre de l’Association internationale d’asthmologie. 
Marié à Saint-Martin-des-Noyers (Vendée) le 18 juillet 1946, avec Marie Germaine Allenou (Glomel (Côtes-d'Armor), 19 août 1920 - Châteaubriant (Loire-Atlantique), 5 avril 1972), dont la mère ignorait le français, il se lance à partir de 1948 dans l’étude du breton et conçoit ensuite une méthode d’apprentissage du breton avec disques et livrets, (publiée en 1955 et en 1963 et plusieurs fois rééditée depuis). 
Après le décès de Pierre Mocaër en 1961, Jean Tricoire est élu à Quimper président de la Fondation Culturelle Bretonne. La même année, il fonde le Cercle celtique de Châteaubriant et poursuit un vaste travail de collecte du patrimoine oral, des contes, des chants et aussi des danses du pays de Châteaubriant.

## Publications
- Komzom, lennom ha skrivom brezoneg. Parlons, lisons et écrivons le breton, lodenn genta, première partie, [1955], Brest, Emgleo Breiz, 4e ed. 1983, 151 p.
  - Parlons, lisons et écrivons le breton, premier disque (leçons 1 à 12), avec Loeiz Ropars, Pierre Mevel, Jean Moulin, Quimper, Mouez Breiz, 1960,
  - Parlons, lisons et écrivons le breton, 2ème disque (leçons 13 à 24), Quimper, Mouez Breiz, 1962 (Mouez Breiz 513)
- Komzom brezoneg. Parlons breton, eil lodenn, deuxième partie, Brest, Emgleo Breiz, 3e ed. 2005, 230 p.
- Me a gomzo brezoneg, Méthode pour parler breton, premier niveau, [1990], Brest, Ar Skol Vrezoneg / Emgleo Breiz, 3e ed. 2001, 180 p.  (ISBN 2-906373-70-2)
- Petit lexique des mots spéciaux à Glomel et aux environs (s.d.), 12 p.
- Préface de Pour la langue, la culture et les libertés bretonnes, Quimper, Imprimerie cornouaillaise, 1973.

## Hommages et distinctions
Il a été décoré de l'ordre de l'Hermine en 1993.